# Music (álbum de Playboi Carti)
Music (alternativamente como I Am Music y estilizado en mayúsculas) es el tercer álbum de estudio del rapero estadounidense Playboi Carti. Fue lanzado el 14 de marzo de 2025 a través de AWGE e Interscope Records. El álbum está precedido por el sencillo «All Red», que fue lanzado en su cumpleaños número 29, y servirá como continuación de su álbum anterior, Whole Lotta Red (2020). Cinco canciones del álbum fueron estrenadas durante su actuación en el festival de música Rolling Loud, celebrado en el Hard Rock Stadium en Miami Gardens, Florida, el 15 de diciembre de 2024.
El álbum ha estado en un prolongado proceso de desarrollo durante al menos tres años, y las declaraciones de Carti sobre su progreso han sido limitadas cuando ha hablado públicamente sobre el proyecto.

## Antecedentes y grabación
Tras el éxito de su segundo álbum de estudio, Whole Lotta Red (2020), Playboi Carti comenzó rápidamente a adelantar nueva música. El 10 de marzo de 2021, apenas tres meses después del lanzamiento de Whole Lotta Red, Carti insinuó un nuevo proyecto en Instagram. Para el 23 de agosto de 2021, había revelado el título inicial del álbum, Narcissist, y fijado una fecha de lanzamiento para el 13 de septiembre, aunque dicha fecha pasó sin que el álbum se publicara. A medida que avanzaba el año, los planes de Carti para el álbum evolucionaron. En una entrevista de abril de 2022 con XXL, mencionó que el título del álbum había cambiado a Music. Durante este período, Carti estuvo activamente grabando y experimentando con nuevos sonidos, buscando ampliar el éxito de su trabajo anterior. Su proceso creativo implicó colaborar con varios artistas, aprovechando el talento de su sello Opium, incluidos productores como F1lthy y el colectivo Working on Dying. Carti también se vio influenciado por diversos géneros, fusionando elementos de punk, rap y música experimental.
A lo largo de 2022 y 2023, Carti se mantuvo activo en presentaciones en vivo, estrenando temas inéditos y aumentando la expectación entre sus seguidores. El 25 de diciembre de 2022, en el segundo aniversario de Whole Lotta Red, Carti reavivó las especulaciones al publicar en Instagram lo que parecía ser una nueva portada y tuitear: “love all my supporters it’s time” (“amo a todos mis seguidores, es el momento”). Para 2023, Carti había consolidado su visión para el álbum, intensificando su proceso creativo mientras continuaba ajustando y perfeccionando el proyecto.En una entrevista de noviembre de 2023 con Numéro Berlin, Carti destacó el significado personal del álbum, describiéndolo como su trabajo más importante hasta la fecha. Reveló que gran parte del álbum fue grabado en un estudio con apariencia de cueva en París, donde pasó tres meses inmerso en el proceso creativo. El 17 de noviembre, Carti reveló que el álbum contaría con producción de Ye. Al día siguiente, después de encabezar el Camp Flog Gnaw Carnival el 18 de noviembre, Carti anunció que el álbum no incluiría colaboraciones con otros artistas, afirmando: “I’m tryna do this by myself” (“Estoy intentando hacer esto por mí mismo”).

## Promoción
La campaña de promoción del álbum de Playboi Carti comenzó de manera sutil el 7 de diciembre de 2023, cuando Carti publicó una enigmática historia de Instagram con el mensaje: “I AM MUSIC”, seguida de otra historia que mostraba la respuesta de Pharrell Williams, que decía simplemente: “PREPARE”. Esto desató de inmediato la especulación sobre un próximo lanzamiento. Más tarde ese mismo día, DJ Akademiks anunció que el álbum de Carti se esperaba para enero de 2024, describiéndolo como “lo mejor que has escuchado en tu vida”. Sin embargo, el mes pasó sin que el álbum se publicara.
El 8 de diciembre de 2023, Carti intensificó la promoción al lanzar la canción “DIFFERENT DAY” a través de la cuenta de Instagram de Opium, acompañada de un video musical completo. No obstante, la canción no se lanzó oficialmente en plataformas de streaming, manteniendo una estética exclusiva y underground. En las semanas siguientes, Carti continuó con este enfoque no convencional, publicando una serie de sencillos promocionales: “2024” el 14 de diciembre, “H00DBYAIR” el 19 de diciembre, “BACKR00MS” con Travis Scott el 1 de enero de 2024, “EVILJ0RDAN” el 15 de enero y “KETAMINE" el 12 de marzo. Cada lanzamiento estuvo acompañado de un video musical, la mayoría exclusivos de Instagram o YouTube, lo que aumentó aún más la expectativa en torno al álbum.
Durante 2024, Carti siguió generando expectativa al presentar fragmentos de nuevas canciones en sus presentaciones en vivo, incluyendo adelantos de los temas “ALL RED” y “FUCK 0N MY DJ” en el festival Lyrical Lemonade Summer Smashen junio. A lo largo del año, tanto Carti como fuentes cercanas —incluidos DJ Akademiks y miembros de Opium— insinuaron que el álbum se lanzaría en 2024, utilizando la frase “2024 MUSIC” en las redes sociales. Sin embargo, el año terminó sin que el álbum viera la luz. El 17 de junio, Carti volvió a utilizar Instagram para adelantar otra canción inédita, manteniendo viva la especulación. En las redes sociales, algunos fans especularon que Carti retrasaba intencionalmente el lanzamiento del álbum para alimentar su ego o reforzar su imagen pública. Además, surgieron múltiples bromas y memes sugiriendo que el álbum nunca saldría o que se publicaría en las próximas décadas.El 12 de septiembre de 2024, un día antes del cumpleaños de Carti, anunció el título del álbum en Instagram, con cuentas afiliadas a Opium compartiendo la historia. El anuncio también reveló nueva mercancía relacionada con el álbum, insinuando una posible fecha de lanzamiento. Aproximadamente una hora después, Carti publicó otro adelanto en Instagram: un teaser del sencillo “ALL RED” con la leyenda: “TONIGHT? ALL RED??”. El sencillo se lanzó oficialmente a medianoche en las plataformas de streaming.
El 22 de noviembre de 2024, Carti publicó una nueva canción titulada “PLAY THIS” a través de la cuenta de Instagram de Opium. Cinco días después, el 27 de noviembre de 2024, anunció que interpretaría I Am Music durante su actuación principal en el festival Rolling Loud Miami el 15 de diciembre de 2024. Ese día, Carti presentó cinco nuevas cancionesdurante su presentación estelar.
En febrero de 2025, aparecieron en el centro de Los Ángeles una serie de vallas publicitarias en colaboración con Spotify, utilizando la tipografía característica del álbum. Los mensajes incluían frases como: “MUSIC IS COMING” (17 de febrero), “I AM MUSIC MF” (18 de febrero), “TRIM” (19 de febrero), “IMSOYVL” (20 de febrero), “SORRY 4 DA WAIT” (21 de febrero), “BABYBOI” (22 de febrero) o “OVERLY TRIM” (25 de febrero)
Estas pistas aumentaron las expectativas de que el lanzamiento del álbum era inminente. 

## Título
Playboi Carti ha insinuado varios títulos potenciales para su próximo álbum. Inicialmente, sugirió el título Narcissist en una publicación de Twitter, donde compartió una captura de pantalla de un chat grupal de iMessage con el mensaje: “Olvídense de las autorizaciones de samples. Lancen Narcissist”. Esta declaración provocativa generó gran expectativa en torno al álbum y llevó a que su Narcissist Tour fuera renombrado poco después como King Vamp Tour.
Además de Narcissist, los fans especularon que otro posible título, Antagonist, también podría estar relacionado con el álbum. Esta teoría surgió a partir de la cancelación de una gira mundial que originalmente incluiría a artistas como Ken Carson, Destroy Lonely y Homixide Gang.
En una entrevista de abril de 2022 con XXL, Carti reveló otro título potencial, afirmando simplemente Music. Destacó que “eso es todo en este punto”, sugiriendo un enfoque más directo y minimalista hacia su trabajo.
Desde diciembre de 2023, Carti ha estado insinuando el título I Am Music, el cual ha captado la atención de su base de seguidores.
Finalmente, el 12 de septiembre de 2024, Carti hizo un anuncio significativo respecto a su próximo álbum, revelando oficialmente que el título sería I Am Music durante el lanzamiento de las preventas de un box-set. Junto a este anuncio, presentó las preventas digitales del álbum y mostró nueve diseños diferentes de CD, tres de los cuales estaban disponibles como parte de paquetes exclusivos de mercancía.
En los servicios de streaming, el título se redujo a Music, a pesar de que el título original se mantuvo en la portada del álbum.

## Lista de canciones
| Lista de canciones de Music |                                                             |          |  |
| N.º                         | Título                                                      | Duración |  |
| 1.                          | «Pop Out»                                                   | 2:41     |  |
| 2.                          | «Crush» (junto a Travis Scott)                              | 2:53     |  |
| 3.                          | «K Pop»                                                     | 1:52     |  |
| 4.                          | «Evil J0rdan»                                               | 3:03     |  |
| 5.                          | «Mojo Jojo» (junto a Kendrick Lamar)                        | 2:36     |  |
| 6.                          | «Philly» (junto a Travis Scott)                             | 3:05     |  |
| 7.                          | «Radar»                                                     | 1:47     |  |
| 8.                          | «Rather Lie» (junto a The Weeknd)                           | 3:29     |  |
| 9.                          | «Fine Shit»                                                 | 1:46     |  |
| 10.                         | «Backd00r» (junto a Jhené Aiko y Kendrick Lamar)            | 3:10     |  |
| 11.                         | «Toxic» (junto a Skepta)                                    | 2:15     |  |
| 12.                         | «Munyun»                                                    | 2:34     |  |
| 13.                         | «Crank»                                                     | 2:27     |  |
| 14.                         | «Charge Dem Hoes a Fee» (junto a Future y Travis Scott)     | 3:45     |  |
| 15.                         | «Good Credit» (junto a Kendrick Lamar)                      | 3:10     |  |
| 16.                         | «I Seeeeee You Baby Boi»                                    | 2:38     |  |
| 17.                         | «Wake Up F1lthy» (junto a Travis Scott)                     | 2:49     |  |
| 18.                         | «Jumpin» (junto a Lil Uzi Vert)                             | 1:32     |  |
| 19.                         | «Trim» (junto a Future)                                     | 3:13     |  |
| 20.                         | «Cocaine Nose»                                              | 2:31     |  |
| 21.                         | «We Need All Da Vibes» (junto a Ty Dolla Sign y Young Thug) | 3:01     |  |
| 22.                         | «Olympian»                                                  | 2:54     |  |
| 23.                         | «Opm Babi»                                                  | 2:53     |  |
| 24.                         | «Twin Trim» (junto a Lil Uzi Vert)                          | 1:34     |  |
| 25.                         | «Like Weezy»                                                | 1:55     |  |
| 26.                         | «Dis 1 Got It»                                              | 2:03     |  |
| 27.                         | «Walk»                                                      | 1:34     |  |
| 28.                         | «HBA»                                                       | 3:32     |  |
| 29.                         | «Overly»                                                    | 1:45     |  |
| 30.                         | «South Atlanta Baby»                                        | 2:13     |  |

Todas las canciones se encuentran estilizadas en mayúscula.